# Procoptodon goliah
Espèce
Procoptodon goliah est une espèce éteinte de Sthenurinae appartenant au genre Procoptodon. Il est le plus grand kangourou connu : plus de 2,7 mètres de long et 2 mètres de haut, pour un poids de 240 kg,. L'espèce fut décrite par Richard Owen en 1845. Elle a vécu au Pléistocène, à partir d'environ 2 millions d'années, pour disparaitre il y a environ 50 000 ans, après l'arrivée des premiers Homo sapiens en Australie. Ses fossiles ont été trouvés un peu partout en Australie, squelettes complets compris. C'est l'espèce type du genre.

## Description

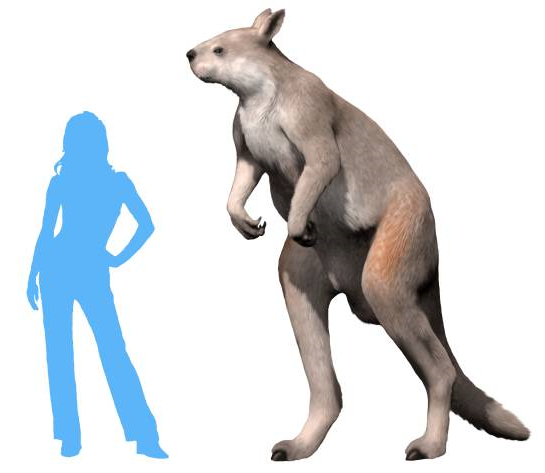
Procoptodon goliah (vue d'artiste par Nobu Tamura)

Contrairement aux kangourous actuels, Procoptodon goliah avait un museau court et un seul ongle à chaque patte. Ses bras étaient trois fois plus grands que ceux des kangourous actuels. Il s'en servait pour arracher les branches d'arbres comme son cousin Silvaroo.
Malgré sa taille, on pense qu'il pouvait se déplacer rapidement (environ 45 km/h).

## Extinction
L'espèce Procoptodon goliah a disparu il y a environ 50 000 ans. La plus petite espèce du genre Procoptodon, Procoptodon gilli, a disparu il y a 15 000 ans, soit 35 000 ans plus tard.
Procoptodon goliah, ainsi que toutes les autres espèces du genre, faisait partie de la mégafaune australienne, aujourd'hui éteinte.

## Alimentation
Comme  presque tous les Macropodidae, Procoptodon goliah était herbivore : il se nourrissait d'eucalyptus.